# Lina Kuduzović
Lina Kuduzović (30. decembar 2002, Ljubljana) slovenačka je pevačica. Lina je 4. oktobra 2015. pobedila na slovenačkom nacionalnom finalu . Time se plasirala na takmičenje za Dečju pesmu Evrovizije 2015. u Sofiji, na kojem je 21. novembra predstavljala Sloveniju. Osvojila je treće mesto sa 112 poena.

## Biografija
Lina Kuduzović je rođena 30. decembra 2002. u Ljubljani, u Sloveniji. Sa pevanjem je počela da se bavi od 2010. godine. Najmlađa je pobednica Ja imam talenat emisije — 2010. je pobedila u slovenačkoj verziji takmičenja kada je imala samo 7 godina. Lina je 10. decembra 2011. izdala svoj prvi CD. Učestvovala je u sinhronizaciji mnogih crtanih filmova u slovenačkom studiju Pro Plus. Njena najpoznatija uloga jeste uloga Pčelice Maje iz crtane serije iz 2012. Govori slovenački, engleski, srpskohrvatski i nemački jezik. Trenutno živi u Švajcarskoj.
Lina je 4. oktobra 2015. pobedila na slovenačkom nacionalnom finalu . Time se plasirala na takmičenje za Dečju pesmu Evrovizije 2015. u Sofiji, na kojem je 21. novembra predstavljala Sloveniju. Osvojila je treće mesto sa 112 poena.

## Singlovi
| Godina | Naziv pesme     |
| 2011.  | "Verjamem"      |
| 2015.  | "Prva ljubezen" |